# سيتارا بروج أكبر
سيتارا بروج أكبر طالبة باكستانية من مواليد عام 2000 حاملة لقب في الأرقام القياسية العالمية بالمستوى العادي في الكيمياء والأحياء والرياضيات واللغة الإنجليزية للأشخاص الذين تتراوح أعمارهم بين 9 - 11.
وسمح أكبر أيضا من قبل المجلس الثقافي البريطاني لإجراء اختبار نظام اختبار اللغة الإنجليزية الدولي (IELTS) في عام 2011، وحققت بنتيجة 7 الفرقة من 9. سيتارا أكبر هي من الربوة، وهي بلدة صغيرة في اقليم البنجاب باكستان، وهي الأكبر من خمسة أطفال..